# Karting
Karting je motošport, kjer vozniki tekmujejo v majhnih odprtih štirikolesnih dirkalnikih, imenovanih karti oz. gokarti.
Tekmovalni dirkalniki običajno dosežejo 160 km/h, najzmogljivejši pa 200 km/h in več. Motor dirkalnika lahko doseže tudi do 20.000 obratov/m, odvisno od razreda.
Za očeta kartinga velja Art Ingels, ki je prvi dirkalnik zgradil leta 1956 v Južni Kaliforniji. Karting se je od tam razširil v tujino in je zdaj uveljavljen predvsem v Evropi, kjer je pogosto prvi korak v karieri dirkačev prestižnejših avtomobilističnih športov.

## Steze v Sloveniji

### Nekdanje steze
- Kartodrom Hajdoše (1973–2015) - stezo v dolžini 735 m, ki se je nahajala v Občini Hajdina blizu Ptuja, so konec 2015 podrli. To stezo je zamenjal kartodrom Slovenja vas.
- Karting Portorož (1980–2013) - stezo v dolžini 600 m, ki se je nahajala v Luciji so leta 2013 podrli.
- Karting Logatec (2005–2014) - steza »Blagomix Racing Park« v dolžini 450 m, ki se je nahajala v IOC Zapolje v Občini Logatec je leta 2014 prenehela z delovanjem. Preselili so na Rudnik v Ljubljani

### Aktivne steze
- Raceland Krško (2006) - steza v dolžini 1050 m, se nahaja v Občini Krško
- Dirkališče Vrtojba - se nahaja v občini Šempeter - Vrtojba
- Indoor Karting BTC - dvoranska steza v nakupovalnem središču BTC, Ljubljana
- Karting 360° Tomos - zasebna steza v Mestni občini Koper
- Karting center Ljubljana-Rudnik (2014) - Nakupovalno središče Ljubljana Rudnik
- Karting Center Celje - Nakupovalno središče Citycenter
- Karting Vransko - poligon varne vožnje na Vranskem
- Karting Center Maribor - Nakupovalno središče Europark
- Karting Center Indoor Celje - Dvorana D, Golovec (zimski čas)
- Kartodrom Koper (2008) - steza v dolžini 1200 m se nahaja v Mestni občini Koper
- Kartodrom Slovenja vas (2018) - steza v dolžini 1005 m se nahaja v Občini Hajdina, zelo blizu Ptuja, nadomestila kartodrom Hajdoše